# Cash Recycling
Der aus dem englischen Sprachgebrauch übernommene Ausdruck Cash Recycling („Wiederverwendung von Bargeld“) bezeichnet die Ein- und Auszahlung an kombinierten Ein- und Auszahlungsgeräten, den Cash-Recyclern oder Cash-Recycling-Systemen (CRS).
Einbezahlte Noten werden nach Prüfung und anschließender Freigabe abgelegt und bei der nächsten Auszahlung wieder ausgegeben; ein Kreislauf entsteht. Der Vorteil liegt in einer hohen Verfügbarkeit von Bargeld. Die Geräte stehen den Kunden länger zur Verfügung. Die Befüllungsintervalle vergrößern sich, was die Betriebskosten der Kreditinstitute verringert.
Geldeinzahlungsautomaten sind empfindlicher als reine Auszahlungsgeräte, d. h., sie haben meist eine geringere technische Verfügbarkeit.

## Wirtschaftlichkeit
Die Anschaffungs- und Wartungskosten eines Cash-Recycling-Automaten sind aufgrund der notwendigen Geldprüfungseinheit höher als bei einem reinen Geldausgabeautomaten.
Auf der Ersparnis-Seite stehen geringere Befüllungs-Zyklen, da das System von den Kunden selbst durch ihre Einzahlungen nachgefüllt wird. Oft entsteht ein lokaler Geldkreislauf: viele Kunden heben kleine Mengen von Geld ab und geben es in den lokalen Geschäften aus; diese bringen dieses Geld wieder zum selben Geldautomaten. Die Bank kann durch dieses Cash-Recycling-System die Nachttresore einsparen, deren Bearbeitung sehr hohe Personalkosten verursacht.
Aus Kundensicht ist die Einzahlung am Cash-Recycling-System vorteilhaft, weil das Geld in Echtzeit auf das Kundenkonto verbucht werden kann. Kleine Bankfilialen können auch mit nur einem Kundenbetreuer betrieben werden, wenn die Bargeldaktionen über das Cash-Recycling-System durchgeführt werden.

## Falschgeld
Zusammen mit der nationalen Zentralbank werden Massentests mit echten und falschen Geldnoten ausgeführt, bei denen auch unterschiedliche Gebrauchsspuren und Banknoten-Druckereien berücksichtigt werden und die Systeme mit bestandenen Test öffentlich gelistet werden. Hierbei ist für den Euro von der EZB festgelegt, welche Noten kategorisiert werden als:
- Kategorie 1: kein Geld, z. B. irrtümlich eingezahlte Papierstücke
- Kategorie 2: Falschgeld
- Kategorie 3: fälschungsverdächtiges Geld
- Kategorie 4a: echtes Geld, umlauffähig („fit“)
- Kategorie 4b: echtes Geld, nicht umlauffähig („unfit“), z. B. ausgebleichte, geklebte, zerrissene Noten (s. u. #Weitergabe).

Bei Geldsorten mit einem hohen Sicherheitsstandard und strengen Regularien ist die Akzeptanz von Falschgeld als echt nahezu ausgeschlossen. In vielen Ländern erfordern gesetzliche Regelungen, dass die Verbreitung von Falschgeld nachvollzogen wird bzw. der Geldeinzahlungsautomat sofort Alarm auslöst und die Polizei informiert.

## Technik
Eine Variante zur Gelderkennung ist die optische Analyse, andere Systeme messen die Transmission der Scheine, kombiniert mit UV- und Infrarotabstrahlung. Die so ermittelten Daten werden mit den Referenzdaten der lokalen Währung verglichen. Wenn der Kunde mit der Analyse des Automaten einverstanden ist, wird das Geld in den Tresor bzw. in die Geldkassetten  transportiert.
Falls der Kunde jedoch z. B. mit der kalkulierten Summe nicht einverstanden ist, wird alles eingezahlte Geld wieder ausgegeben. Damit der Kunde in diesem Fall genau sein eigenes Geld wiederbekommt, haben die meisten Automaten einen Zwischenspeicher. Falschgeld und als falsch verdächtiges Geld wird je nach lokaler Gesetzgebung einbehalten.

## Weitergabe
Neben der Prüfung auf Fälschungen wird auch die „Fitness“ der Geldnoten überprüft. Haben sie Risse oder Löcher, sind sie beschriftet oder lappig, dann werden sie nicht wieder an Kunden ausgegeben. Dieses Geld wird nicht in den Recycling-Speichern abgelegt, sondern separat in reine Einzahl-Boxen ohne Auszahlfunktion transportiert.
Grund hierfür ist, dass zerknittertes, verknicktes oder gerissenes Geld in Recycling-Medien oftmals zu Störungen des Notentransports und damit zum Ausfall des Systems führt.
Auch das Kriterium der Fitness unterliegt lokaler Gesetzgebung.

## Lagerung
Das eingezahlte Geld wird je nach Modell und Hersteller gelagert:
- auf Rollen
  - Vorteile:
    - geringerer Platzbedarf
    - Geld wird bei der Ablage durch eine Folie „plattgedrückt“, was das Ausgeben erleichtert

  - Nachteile:
    - aufwändige Foliensysteme; die Folientrommeln sind relativ sensibel gegenüber Transportproblemen und Staus. Die Folie ist nicht dehnbar, Knicke und Beulen darin sind fast immer irreparabel. Oft ist wegen verknickter Folie ein ganzer Rollenspeicher auszutauschen.
- in Stapelkassetten
  - Vorteil:
    - haben keine Folien und generell eine billigere Herstellung

  - Nachteile:
    - die relativ „brachiale“ Ablage der Noten: Geld wird einfach vorne auf den Stapel gedrückt, aber nicht plattgedrückt
    - müssen – anders als Rollen – für jede Notengröße durch Anpassen von Randbegrenzungen (Schienen) passend gemacht werden.